# Carte de réception TV RTS en France

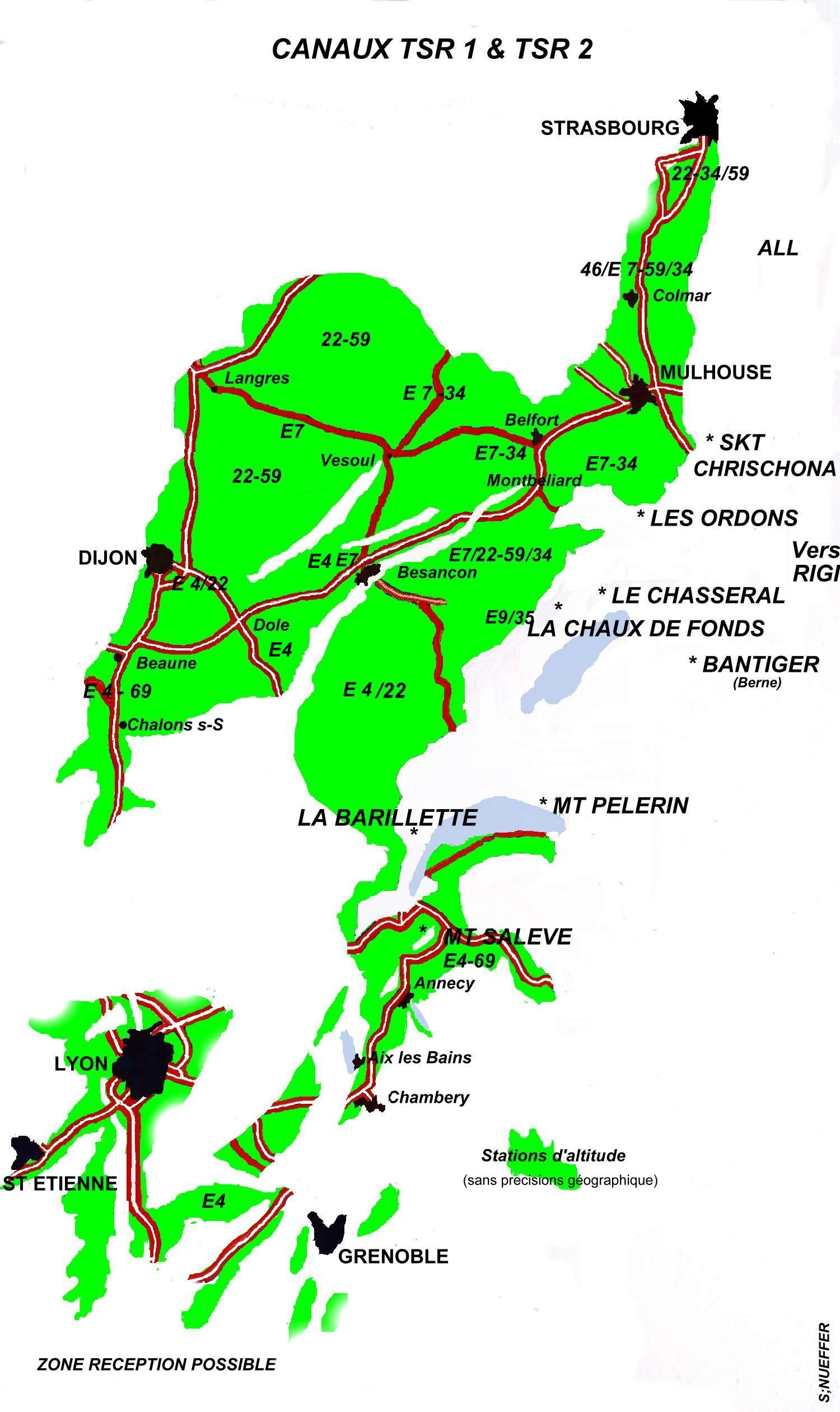
Zones de réception possibles de la RTS un et deux en France

Cette ancienne carte de réception datant de l'analogique technique, indicative, donne une information visuelle sur les zones (vert) dans lesquelles il était possible de capter plus ou moins bien en France les deux chaînes de la Radio télévision suisse, RTS Un et RTS Deux (ex-TSR), avec des antennes adaptées aux fréquences émises, VHF I et III et UHF. L'échelle de la carte ne permet pas de mentionner l'existence de zones d'ombre locales hertziennes (surtout en UHF).
Le montage d'un préamplificateur d'antenne était parfois utile dans les sites mal dégagés, c’est-à-dire en champ faible. La présence d'un canal (fréquence) local, identique ou adjacent, pouvait interdire la réception des chaînes de la RTS. Les interférences locales (parasites industriels et domestiques), surtout remarquées et pénalisantes en zone urbaine et sur le canal 4 H (signal < 40/50 dB), ne sont pas indiquées.

## Télévision numérique terrestre
Entre 2005 et 2019, les chaînes de la RTS ont été diffusées en numérique. L'antenne UHF opérationnelle en analogique est en principe utilisable en numérique, mais sa polarisation peut être inversée, il y a donc lieu de la placer verticalement (brins verticaux). La non-modification du plan de polarisation entraîne une atténuation de signal de -20 dB.
L'arrêt de la diffusion analogique, le 25 juin 2007, priva définitivement certains téléspectateurs des programmes suisses particulièrement ceux habitant en pays de Savoie, branchés sur le canal 4 réputé le plus adapté aux caractères difficiles (obstacles) que les canaux TNT UHF. Une « optimisation 2016 » a été opérée progressivement, pour s'achever fin 2018, entraînant une diminution du signal émis par les émetteurs suisses. La raison invoquée est celle de l'économie d'énergie, l'audience de la TNT étant limitée en Suisse, pays recourant fortement au câble. La conséquence directe fut une moins bonne réception. 

### Interruption le 3 juin 2019
La diffusion hertzienne terrestre de RTS a d'ailleurs cessé totalement le 3 juin 2019. Depuis cette date, il n'existe qu'un seul émetteur de télévision terrestre sur l'ensemble du territoire suisse, celui de Léman Bleu installé au Mont Salève (en France). Il peut être reçu depuis la France dans le bassin genevois, le Pays de Gex, et une zone comprise entre Viry, et les alentours d'Annemasse.

### Retour en région genevoise le 11 juin 2020
La RTS 1 et RTS 2 sont de retour depuis le 11.6.2020 dans le bassin de vie du Grand Genève au sein d'un multiplex hybride TV+radio. Elles sont diffusées en UHF sur le canal 34 Vertical en norme DVB-T2 H264/H265 depuis les sites hertziens de La Barillette et du Salève et sont accompagnées de 4 TV locales privées. La nouvelle zone de réception annoncée ne concerne plus que les cantons de Genève, de Vaud, Fribourg, voire du Jura et de Berne ainsi qu'une partie des Départements de la Haute Savoie et Savoie, de l'Ain, voire des hauts plateaux du Doubs/Jura.

### Retour en nord-Franche Comté et sud-Alsace du 23 décembre 2020 au 25 mars 2025
Les deux chaînes suisses romandes sont également de retour sur l'émetteur Chasseral depuis décembre 2020. Elles sont diffusées au sein d'un multiplex regroupant également la future RTS Info, Canal Alpha Neuchâtel, Canal Alpha Jura, ainsi que SRF 1 et 2 en phase de test. D'autres chaînes devraient suivre, telles que SRF Info. Le multiplex est captable en Franche Comté ainsi qu'en Alsace. En 2022, les chaînes Canal Alpha disparaissent, laissant la place à 4 chaines tv privées. A partir de mars 2025, faute de financement, plus aucun canal télévisuel n'est diffusé depuis le Chasseral.